# Silvia Fröhlich
Pour les articles homonymes, voir Fröhlich.
Silvia Fröhlich, née le 24 février 1959 à Leipzig (RDA), est une rameuse d'aviron est-allemande.

## Carrière
Aux Jeux olympiques de 1980 à Moscou, Silvia Fröhlich est médaillée d'or en quatre avec barreur avec Ramona Kapheim, Kirsten Wenzel, Romy Saalfeld et Angelika Noack. 
Silvia Fröhlich remporte le titre mondial en deux de couple avec Marita Gasch en 1983 et trois médailles d'argent mondiales (en huit en 1978 et en 1979 et en quatre avec barreur en 1981).